# Лексингтон (Небраска)
Лексингтон — город в США, расположенный в южной части штата Небраска, на реке Платт. По данным переписи 2000 года, население составляло 10 011 человек, половина которых — испаноязычные. Первые поселенцы дали городу название Плам Крик, которое в 1889 году было заменено на современное — Лексингтон. Это было сделано как напоминание о битве при Лексингтоне в 1775 году во время войны за независимость.

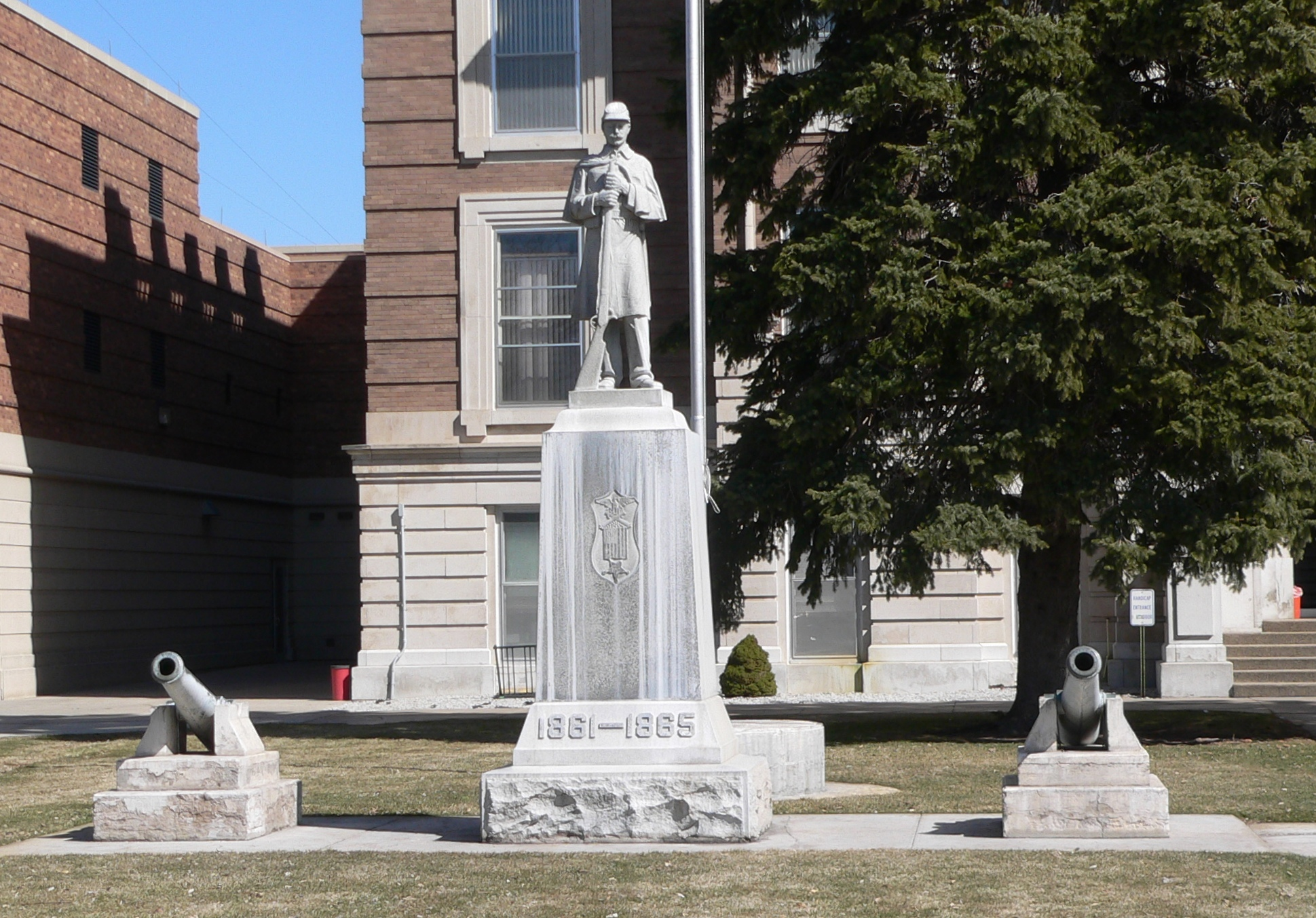
Памятник в центре города

Город с четырёх сторон окружен полями где выращивают разные зерновые культуры (в основном пшеница), а в городе Козад, который находится в 20 километрах от Лексингтона, имеется зерновой элеватор.

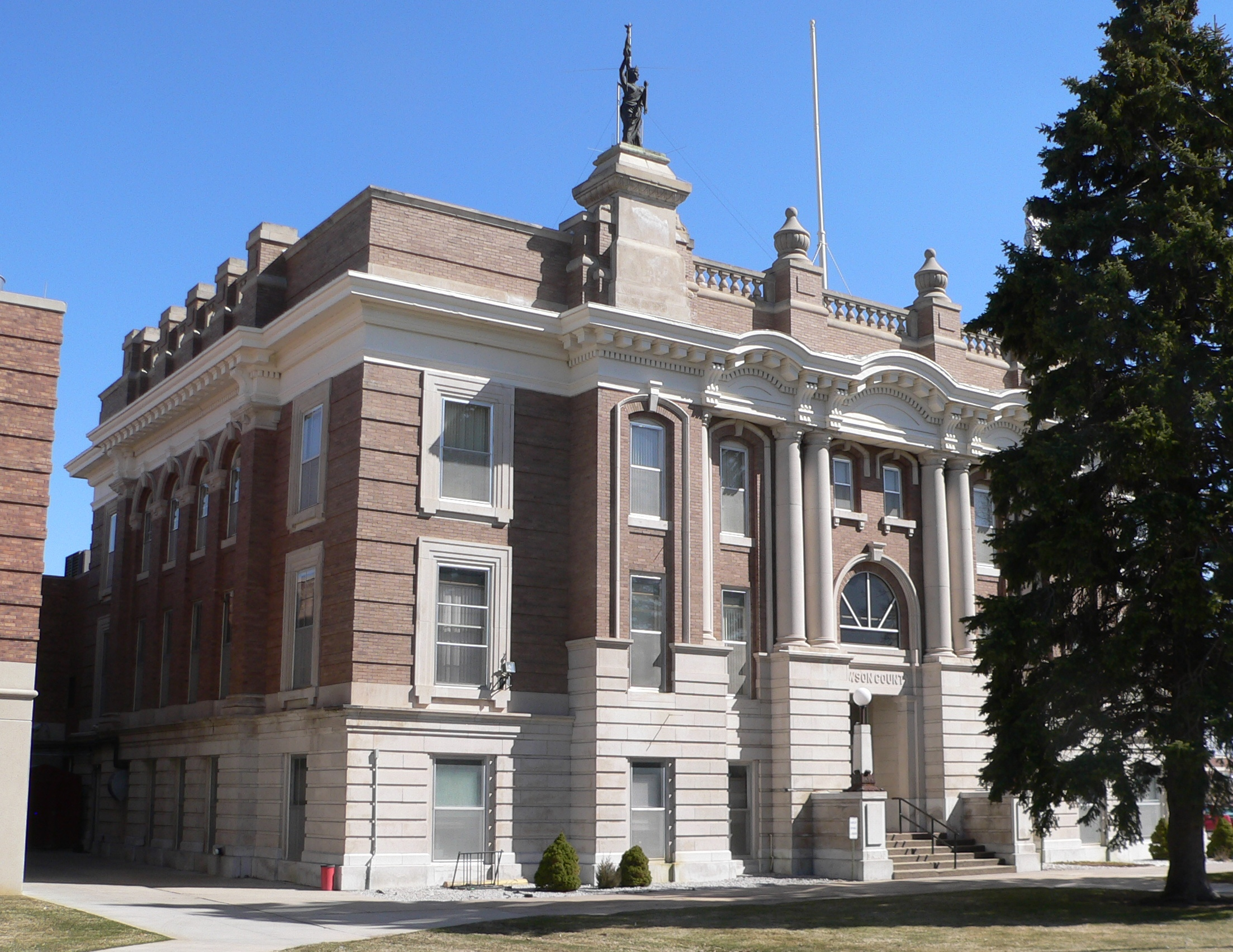
Здание окружного суда Досона

Лексингтон является столицей округа Досон в Небраске. Он расположен вдоль шоссе англ. U.S. Route 30 и на железнодорожной ветке англ. Union Pacific Railroad. В 1860-х гг. город служил местом остановки на маршруте почтовой службы Пони-экспресс.
Город известен относительно высокой пропорцией испаноязычного населения, которое составляет около 50 % всего населения Лексингтона.
Согласно Бюро переписи населения США, общая площадь города составляет 7,6 км², из которых только 0,34 км² приходится на воду, при этом в городе много зеленых насаждений, парков, газонов. В Лексингтоне имеются пять основных парков: Плам-Крик-парк, мемориальный парк имени Кирка Патрика, Пайонир-парк, Арбор-парк и Оук-парк. В черте города есть два кладбищa: Гринвуд и кладбище Святой Анны, а в двух километрах от города находится кладбище Эвергрин.
В километре от города находится маленький аэродром имени Джима Келли.

## Демография
По переписи 2000 года город вмещает в себя 10 011 жителя, 3095 домохозяйств и 2237 семей. Плотность населения в Лексингтоне составляет 1314,7 чел. на км². Расовый состав города таков: 64,2 % белые, 0,44 % афроамериканцы, 1,17 % индейцы, 1,10 % азиаты, 0,02 % жители островов Тихого океана, 30,78 % других рас и 2,30 % от двух и более рас. 51,15 % составляют латиноамериканцы всех рас.
В городе насчитывается 3095 домохозяйств, из которых 43,1 % имеют детей младше 18 лет, живущих с ними, 57,0 % являются женатыми парами, живущими вместе, 9,5 % составляют женщины без мужа и 27,7 % бессемейные.
Возрастной состав жителей Лексингтона таков: 32,6 % до 18 лет, 10,2 % от 18 до 24, 30,7 % от 25 до 44 — 16,1 % от 45 до 64 и 10,4 % — 65 и старше. Средний возраст составляет 30 лет. На каждые 100 женщин приходится 108,6 мужчин. На каждые 100 женщин возрастом от 18 и старше также приходится 108,6 мужчин.
Средний доход для домохозяйства равен в Лексингтоне $ 38 098, а средний доход семьи $ 43 571. Средний доход мужчин $ 25 207 против $ 20 857 у женщин. Доход на душу населения составляет $ 14 148. Около 10,7 % семей и 12,9 % всего населения живут за чертой бедности, включая 16,1 % жителей младше 18 лет и 11,5 % лиц от 65 лет и старше.